# Carlos Rodríguez Sastre
Carlos Rodríguez Sastre   (1988) és un actor espanyol, conegut pel seu paper de Miguel en el telefilm a El Gordo: una historia verdadera, i a la pel·lícula Hermosa juventud per la que fou nominat al premi al millor actor revelació a les Medalles del Cercle d'Escriptors Cinematogràfics de 2014, igual que per les seves aparicions a sèries com Hermanas o Periodistas.

## Filmografia

### Sèries de televisió
- La Zona (2017) - com Daniel Gutierrez Iniesta - episòdic
- La pecera de Eva (2010) - com Josele - episòdic
- El Gordo: una historia verdadera (2010) - como Miguel (Telefilm)
- Inocentes (2010) - com Juancho (Telefilm)
- Sin tetas no hay paraíso (2009) - episòdic
- Yo soy Bea (2009) - episòdic
- La chica de ayer (2009) - Lucas - episòdic
- Los hombres de Paco (2009) - episòdic
- Guante blanco (2008) - com Javier Valle
- MIR (2008) - episòdic
- Herederos (2007) - episòdic
- Masala (2007) - com Migue (Telefilm)
- Mujeres (2006) - episòdic
- Ke no! (2005) - como Dani
- Hospital Central (2000 - 04) - episòdic
- Los Serrano (2003 - 04) - com Richy
- El comisario (2001 - 03) - com Alberto - episòdic
- Raquel busca su sitio (2000) - episòdic
- Periodistas (1999 - 02) - com Kevin José
- Compañeros (1999) - episòdic
- Hermanas (1998) - com Daniel

### Pel·lícules
- Incautos (2004) - Nen gitano
- Vida y color (2006)
- Hermosa juventud (2014)